# Яххотеп
Яххотеп или Аххотеп (егип. 3h-htp — «Ях доволен») — древнеегипетская царица конца XVII династии (1590—1530 до н. э.), супруга фараона Таа II Секененра. Сыграла важную консолидирующую роль при нашествии гиксосов и долго почиталась в народе.

## Биография
Вопрос идентификации цариц с именем Яххотеп данного периода остаётся дискуссионным.
Дочь царицы Тетишери и фараона Сенахтенра, супруга и, вероятно, сестра Секененра Таа II. После гибели супруга в сражении с гиксосами, трон наследовал его сын (точно неизвестно приходился ли он также сыном Яххотеп) Камос. Через 3 года он также пал в бою, и трон наследовал несовершеннолетний Яхмос I, при ком его мать Яххотеп оставалась регентом до его 16-летия. Впервые в Новом царстве женщина приняла на себя царский титул «Госпожа Двух земель», который позже носила её дочь Яхмос-Нефертари. Предполагается, что Яххотеп нанимала греческих военных.
Скончалась в первые годы самостоятельного правления сына. Похоронена с военным оружием (три кинжала, 13 топоров с именами Яххотеп и Камоса) и тремя наградными орденами «Золотые мухи». Такие почести и награды подтверждают неоценимый вклад воинственной царицы в обороне Египта.
В её честь Яхмос воздвиг стелу в Карнаке с надписью:

Она заботилась о солдатах Египта и оберегала их.

Она выдворила предателей из страны и сплотила сомневающихся.

Она умиротворила Верхний Египет и изгнала мятежников.

Она наравне с сыном почиталась долгие годы XVIII династии за активные действия по освобождению Египта от захватчиков.

Восхваляйте госпожу нашей земли,

владычицу берегов Хауинебу (острова Эгейского моря).

Её имя озаряет чужеземные страны, она повелевает народами.

Жена царя, сестра властелина дает жизнь, благосостояние и здоровье!

Царица, мать царя, знает все и радеет о Египте.

### Титулы
Носила титулы:
- Великая жена фараона
- дочь фараона
- сестра фараона
- мать фараона (mwt niswt)
- Госпожа Двух земель[6]

## Захоронение

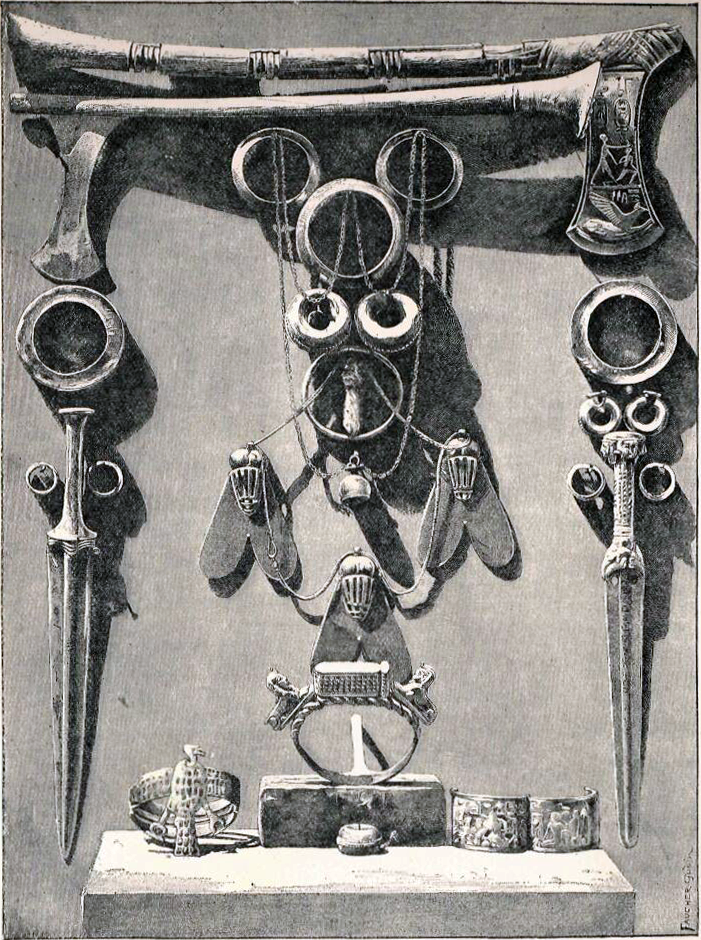
Оружие из гробницы царицы. В центре — ордена «Золотые мухи».

Существует два захоронения Яххотеп, одно из которых могло принадлежать описываемой царице, а другое — иной знатной египтянке с тем же именем (возможно, супруге Камоса).

### Дра Абу эль-Нага
Нетронутая могила в Дра Абу эль-Нага найдена Огюстом Мариеттом в 1859 году. Мумия покоилась в позолоченном саркофаге из привозного кедра (№ CG 28501, Каирский музей) недалеко от саркофага Камоса. Голова в волнистом парике богини Хатхор украшена коброй. Безнадзорную гробницу вскоре опустошили и золото попало к местному начальнику, который на судне хотел вывезти украшения из Египта, чему воспрепятствовал директор Службы древностей Огюст Мариет. Среди предметов из гробницы представлены большой золотой посох, наручный браслет лучника, наконечник копья, тринадцать боевых топоров из бронзы, золота и серебра. Лезвия одного топора украшали эгейские мотивы: гриф и сфинкс, держащий голову врага. Эгейские мотивы были и на кинжале: две бычьи головы и охота на льва. Самой большой находкой был орден Золотой мухи. Этими подвесками в виде трёх насекомых награждали за выдающиеся заслуги на поле боя.
Отсутствие надписей «Мать фараона» и имени Секененра дало повод считать данную гробницу принадлежащей Яххотеп II — супруге Камоса. Найденные военные регалии могут оказаться лишь наследованными от Камоса наградами.

### Дэйр эль-Бахри
Другой саркофаг (№CG 61006 в Каирском музее) с именем Яххотеп и титулом «Великая мать фараона» найден несколькими годами позднее в тайнике DB-320. В саркофаге покоилась мумия Пинеджема I. Считается, именно в этом саркофаге первоначально находилась мумия Яххотеп — супруга Секененра Таа II и мать Яхмоса.

## Культурное влияние
Яххотеп — одна из главных действующих лиц романа Нагиба Махфуза «Война в Фивах» и главная героиня трилогии Кристиана Жака «Гнев Богов». Оба произведения повествуют об освобождении Египта из-под власти гиксосов.